# 武康路393号住宅

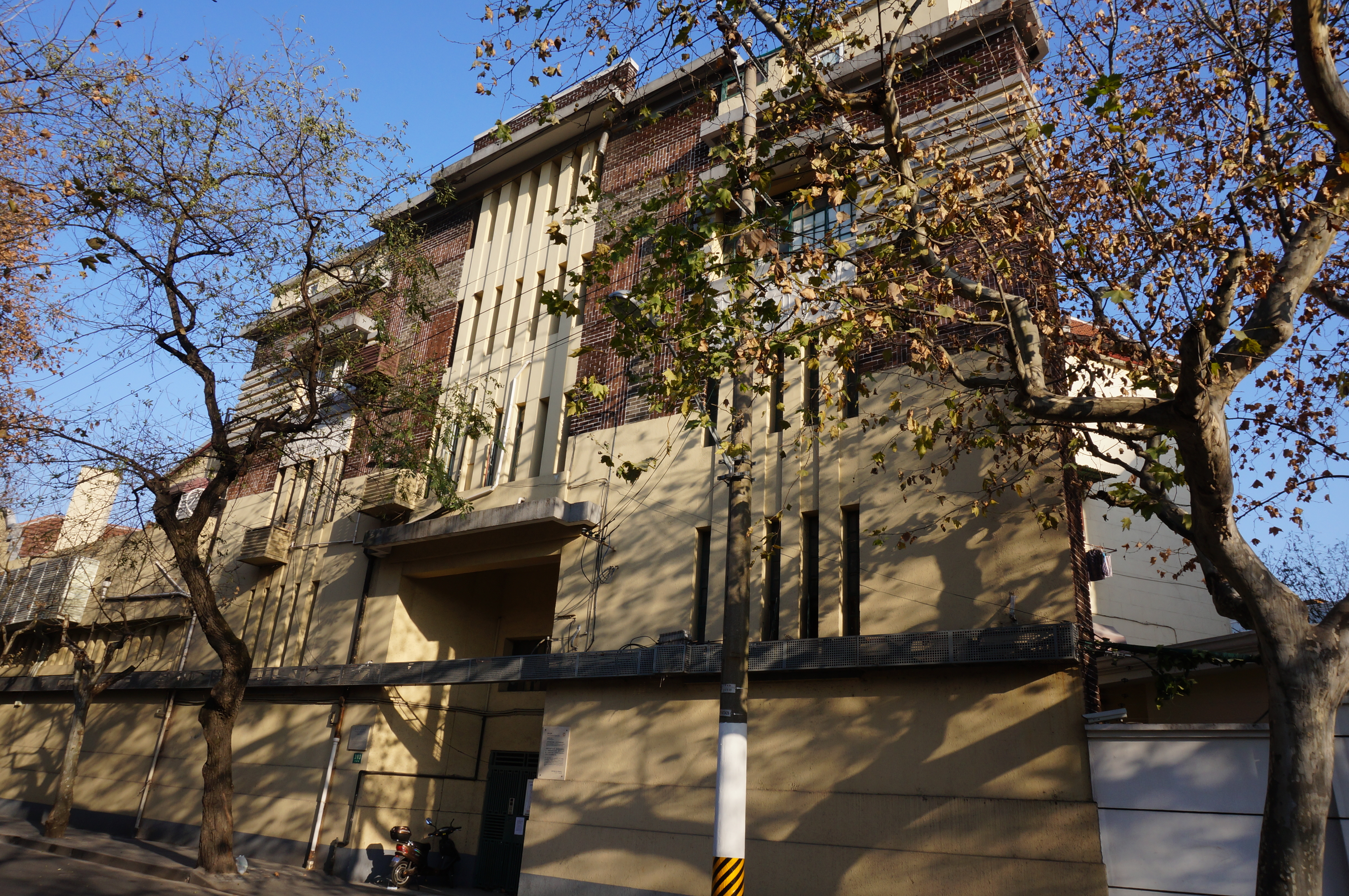
武康路393号住宅

武康路393号住宅（黄兴故居）是中国上海的一处历史建筑，位于今徐汇区武康路393号（近泰安路口）。该建筑南幢建于1912年，新古典主义风格，陡坡瓦顶别墅。北幢临街，建于1933年，装饰艺术风格。5层建筑。
1916年，同盟会创始人黄兴寓居于此。同年10月31日，黄兴在这座住宅去世。此后，该建筑曾用作世界社、世界中小学。现为武康路旅游咨询中心、徐汇老房子艺术中心。
1999年，武康路393号住宅被列为第三批上海市优秀历史建筑，编号D-Ⅲ-67。